# Saint-Honoré-de-Shenley
Saint-Honoré-de-Shenley är en kommun i provinsen Québec i Kanada. Den ligger i regionen Chaudière-Appalaches, i den sydöstra delen av landet, 400 km öster om huvudstaden Ottawa. Kommunen bildades 2000 genom sammanslagning av kantonen Shenley, som bara omfattade byn med samma namn, och den omgivande socknen Saint-Honoré.